# Carpenter Gothic
Carpenter Gothic (Carpenter's Gothic, Rural Gothic; da. 'tømrergotik', 'landgotik') er stilbetegnelse for en type nordamerikansk arkitektur der anvender gotiske stilelementer til træbygninger og trækonstruktioner udført af almindelige hustømrere. Den store mængde tømmer der findes i Nordamerika og den tømrerbyggede landlige arkitektur der er baseret herpå, gjorde pittoresk improvisation over gotiske stilelementer nærliggende. Carpenter Gothic improviserer over elementer der var udført i sten i den oprindelige gotiske arkitektur eller i mere akademisk nygotik.
I mangel på mere afdæmpet indflydelse fra ægte gotiske strukturer var stilen fri til at kunne improvisere og lægge vægt på charme og ejendommelighed snarere end trofasthed mod overtagne modeller. Genren blev blandt andet sat i gang af Rural Residences af Alexander Jackson Davis, og fra detaljerede tegninger af Andrew Jackson Downing.

## Historie
Huse og små kirker i Carpenter Gothic blev almindelige i Nordamerika i 1800-tallets slutning. De indoptog gotiske elementer som spidsbuer og stejle gavle og tårne i traditionel let rammekonstruktion. Opfindelsen af dekupørsaven og masseproduktion af støbeforme i træ tillod med blot et fåtal af disse strukturer at efterligne højgotikkens blomstrende eller rigt udfoldede vinduesarrangementer Men i de fleste tilfælde var bygninger i Carpenter Gothic ret prunkløse og beholdt ofte blot de grundlæggende elementer spidsbuer og stejle gavle. Et kendt eksempel er det hus i Eldon, Iowa, som Grant Wood brugte som baggrund i sit maleri American Gothic.

## Karakteristik
Carpenter Gothic er stort set begrænset til små beboelseshuse, udhuse og små kirker. Stilen er karakteriseret ved udstrakt brug af stiksavsdetaljer fremstillet med dekupørsav, som ved opfindelsen af den dampdrevne dekupørsav gav stor frihed til disse håndværks-designere. Et almindeligt, men ikke nødvendigt element er indramning med brædder og lægter. Mindre almindeligt er det at anvende stræbepiller eller -buer, som dog kan ses på kirker og større huse.

## Anvendelse som udsmykning
Carpenter Gothic som udsmykning er ikke begrænset til bygninger af træ, men har været anvendt med held på andre strukturer, især stenhuse i stilen Gothic Revival som ved Warren House i et historisk område i Newburgh, New York, som siges at være karakteristisk for arbejder af Andrew Jackson Downing (1815-52), men faktisk blev udført af hans engangspartner Calvert Vaux (1824-95).

## Geografisk udbredelse
Bygningsværker i Carpenter Gothic findes i de fleste amerikanske stater med undtagelse af Utah, Arizona og New Mexico. Mange huse blev bygget i 1860'erne og 1870'erne (Virginia City, Reno, Carson City, og Carson Valley) og eksisterer stadig (2010). Kirker findes i alle provinser og Northwest Territories i Canada, mens huse i Carpenter Gothic synes begrænset til Ontario, Quebec og kystprovinserne i Canada.

## Truede bygninger
Det hjælper på bevarelse af mange bygninger at de er kommet på USA's liste over historiske steder (National Register of Historic Places), men mange er ikke, og de er især truede hvis de ligger i områder hvor grundpriserne er høje. Et eksempel på det er St. Saviour's Episcopal Church, Maspeth, New York, bygget 1847 af Richard Upjohn.. Dens præstegård er allerede blevet revet ned, og en aftale med New York om at bevare kirken mod at acceptere højere tæthed på det resterende frie område er ikke lykkedes. Området er derfor sat til salg for 10 million dollar (2007).

## Flytning af bygninger
Nogle bygninger er blevet flyttet til andre steder af både historiske og æstetiske grunde. Nogle, som All Saints, Jensen Beach, Florida, er blevet flyttet blot en smule på samme grund for at skaffe bedre udsigt og mulighed for udvidelse, mens andre som Holy Apostles, Satellite Beach, Florida er blevet sejlet med pram flere kilometer op ad Indian River (Satellite Beach) for at blive sat i stand. Andre igen som All Saints, DeQuicy, Louisiana, er blevet skilt ad og flyttet længere bort for dér at blive samlet igen og sat i stand, og nogle er endda blevet flyttet adskillige gange.
St. Luke's, Cahaba, Alabama har en interessant historie hvad flytninger angår: 1876 blev den skilt ad, fordi man forventede oversvømmelse i Cahaba, og flyttet knap 20 km til Browns for at blive samlet igen. 2006-2007 blev den igen skilt ad af en gruppe studenter og flyttet tilbage til Cahaba hvor studenterne samlede den på Cahaba State Historic Site ikke langt fra den opringelige placering.

## Ydre ændringer
Nogle bygninger som St. Stephen's i Ridgeway har fået deres ydre ændret med stuk og skalmuring så den oprindelige stil ikke længere er let at genkende.

## Uden for Nordamerika
Betegnelsen Carpenter's Gothic kan også bruges om 1800-tals træbygninger i Gothic Revival (nygotik) i Victoria og New South Wales, Australien og i New Zealand.
Frederick Thatcher i New Zealand tegnede trækirker i nygotik, for eksempel Old St. Paul's i Wellington, skønt man ikke plejer at henføre dem til Carpenter Gothic. Benjamin Mountfort i Canterbury, New Zealand, tegnede nygotiske kirker i både træ og sten.

## Nutid brug
Der opføres stadig bygninger i Carpenter Gothic. St. Luke's Church i Blue Ridge, Georgia, blev bygget i 1995, og tegninger i stilen er tilgængelige.

## Steamboat Gothic
Arkitektur i såkaldt Steamboat Gothic ("floddamper-gotisk"), en betegnelse som blev populær med Frances Parkinson Keyes' (1885-1970) roman af samme navn, forveksles ofte med Carpenter Gothic,, men Steamboat Gothic refererer sædvanligvis til store huse i floddalene i Mississippi og Ohio, tegnet for at ligne flodernes dampbåde.

## Galleri

### Kirker, synagoger etc
- Emmanuel Episcopal Church, Eastsound, Orcas Island, Washington
- Pioneer Gothic Church, Dwight, Illinois, 
Oprindelig en presbyteriansk kirke
- Unitarian Universalists of San Mateo, California, 
Oprindelig en metodistkirke
- All Saints Episcopal Church, Enterprise, Florida
- St. Andrew's Episcopal Church, Prairieville, Alabama 
Bemærk stræbepillerne.
- La Grange Church, Titusville, Florida, 
Oprindelig uspecificeret protestantisk ("non-denominational Protestant")
- St. Mark's Episcopal Church, Palatka, Florida. 
Bemærk stræbepillerne ved foden af klokketårnet.
- St. Luke's Episcopal Church and Cemetery, Courtenay, Florida
- Grace Episcopal Church and Guild Hall, Port Orange, Florida
- Andrews Memorial Chapel Dunedin, Florida, 
Oprindelig en presbyteriansk kirke
- Bethany Memorial Chapel, Kendrick, Idaho, 
Oprindelig norsk luteransk kirke
- United Hebrews of Ocala, Florida, synagoge, nu Ocala Bible Chapel.
- Holy Trinity Episcopal Church, Fruitland Park, Florida
- Tualatin Plains Presbyterian Church, Hillsboro, Oregon
- Chapel of Holy Trinity Episcopal Church, Melbourne, Florida
- St. Paul's Episcopal Church, Lowndesboro, Alabama
- St. John's-In-The-Prairie Episcopal Church, Forkland, Alabama
- St. Luke's Episcopal Church, Martin's Station, Alabama
- St. Margaret's Episcopal Church, Hibernia, Florida
- All Saints Episcopal Church, Waveland, Jensen Beach, Florida
- Zion Memorial Chapel, New Hamburg, New York
- Gethsemane Evangelical Lutheran Church, Detroit, Michigan
- St. John's Wilmot Church, New Rochelle, New York
- Hickory Withe Presbyterian Church, Hickory Withe, Tennessee
- St. Thomas' Anglican Church, Moose Factory, Ontario
- The original St. Paul's Episcopal Church. Walnut Creek, California
- St. Agatha's Episcopal Church, DeFuniak Springs, Florida. 
Bemærk det usædvanlige tårn
- First Baptist Church, Methuen, Massachusetts
- Calvary Lutheran Church, Silverton, Oregon
- St. Paul's Chapel, Crownsville, Maryland
- St. Paul's by-the-sea Protestant Episcopal Church, Ocean City, Maryland
- Church of the Presidents, Long Branch, New Jersey

### Huse
- Huset i Eldon, Iowa som Grant Wood brugte til sit maleri American Gothic.
- Bigelow House Museum i Olympia, Washington, bygget ca. 1860.
- Indian Range i Davidsonville, Maryland, bygget 1852
- Roseland Cottage, Woodstock, Connecticut
- Hytter eller småhuse i en tidligere metodistlejr i Oak Bluffs, Massachusetts på øen Martha's Vineyard.
- Småhuse i Oak Bluffs
- Peters-Liston-Wintermeier House i Eugene, Oregon
- Wilson-Durbin House i Salem, Oregon
- Jay and Henry Knox House, Saint Paul, Minnesota
- Morrill Homestead, Strafford, Vermont
- Athenwood, Montpelier, Vermont, bygget 1850
- Waldwic, Gallion, Alabama
- J. Mora Moss House i Mosswood Park, Oakland, California
- Ashe Cottage, Demopolis, Alabama
- James S. and Jennie M. Cooper House, Independence, Oregon
- Joseph and Priscilla Craven House, Monmouth, Oregon

### Brugt som udsmykning
- Warren House, nygotisk murstenshus med udsmykning i Carpenter Gothic